# Li Wenhao
Li Wenhao (chinês: 李文浩, pinyin: Lǐ Wénhào; Tieling, 26 de maio de 1989) é um ciclista olímpico chinês. Wenhao representou o seu país durante os Jogos Olímpicos de Verão de 2008, em Pequim.